# Grand Prix moto du Japon 1967
Le Grand Prix moto du Japon 1967 est la quatorzième manche du Championnat du monde de vitesse moto 1967. L'épreuve s'est déroulée du 12 au 14 octobre 1967 sur le circuit de Suzuka.
C'est la sixième édition du Grand Prix moto du Japon.

## Classement catégorie500cm3
Pas de course dans cette catégorie lors de l'édition de 1967

## Classement catégorie350cm3
| Pos | Pilote            | Constructeur | Temps/Écart    | Points |
| --- | ----------------- | ------------ | -------------- | ------ |
| 1   | Mike Hailwood     | Honda        | 56 min 04 s 24 | 8      |
| 2   | Ralph Bryans      | Honda        | +1 s 86        | 6      |
| 3   | Shigeyoshi Mimuro | Yamaha       | + 1 tour       | 4      |
| 4   | Masahiro Wada     | Yamaha       | + 1 tour       | 3      |
| 5   | Gilberto Milani   | Aermacchi    | + 2 tours      | 2      |
| 6   | Toshimi Yorino    | Honda        | + 2 tours      | 1      |
| 7   | ...               | ...          |                |        |

## Classement catégorie250cm3
| Pos | Pilote            | Constructeur | Temps/Écart    | Points |
| --- | ----------------- | ------------ | -------------- | ------ |
| 1   | Ralph Bryans      | Honda        | 53 min 05 s 05 | 8      |
| 2   | Akiyasu Motohashi | Yamaha       | +21 s 58       | 6      |
| 3   | Jyun Hamano       | Yamaha       | + 3 tours      | 4      |
| 4   | Tommy Robb        | Bultaco      | + 3 tours      | 3      |
| 5   | Gilberto Milani   | Aermacchi    | + 3 tours      | 2      |
| 6   | Bill Ivy          | Yamaha       | + 4 tours      | 1      |
| 7   | ...               | ...          |                |        |

## Classement catégorie125cm3
| Pos | Pilote         | Constructeur | Temps/Écart    | Points |
| --- | -------------- | ------------ | -------------- | ------ |
| 1   | Bill Ivy       | Yamaha       | 45 min 27 s 48 | 8      |
| 2   | Stuart Graham  | Suzuki       | +49 s 31       | 6      |
| 3   | Hideo Kanaya   | Kawasaki     | + 1 tour       | 4      |
| 4   | Isao Morishita | Kawasaki     | + 1 tour       | 3      |
| 5   | Yasuno Shigeno | Suzuki       | + 2 tours      | 2      |
| 6   | Barry Smith    | Bultaco      | + 4 tours      | 1      |
| 7   | ...            | ...          |                |        |

## Classement catégorie50cm3
| Pos | Pilote               | Constructeur | Temps/Écart     | Points |
| --- | -------------------- | ------------ | --------------- | ------ |
| 1   | Mitsuo Itoh          | Suzuki       | 36 min 08 s 38  | 8      |
| 2   | Stuart Graham        | Suzuki       | +0 s 07         | 6      |
| 3   | Hiroyuki Kawasaki    | Suzuki       | +30 s 37        | 4      |
| 4   | Hans-Georg Anscheidt | Suzuki       | + 1 min 05 s 29 | 3      |
| 5   | Barry Smith          | Derbi        | + 2 tours       | 2      |
| 6   | Mitsuo Akamatsu      | Suzuki       | + 3 tours       | 1      |
| 7   | ...                  | ...          |                 |        |